# Ophionereis variegata
Ophionereis variegata är en ormstjärneart som beskrevs av Duncan 1879. Ophionereis variegata ingår i släktet Ophionereis och familjen Ophionereididae.
Artens utbredningsområde är Röda havet. Inga underarter finns listade i Catalogue of Life.